# Hélio Cícero
Hélio Cícero (Cândido Mota, 30 de Julho de 1955) é um diretor, ator e professor de teatro brasileiro.
É formado pela Escola de Arte Dramática da USP. Trabalhou com os diretores Antunes Filho nos espetáculos Paraíso Zona Norte, de Nelson Rodrigues; Nova Velha História, baseada no conto Chapeuzinho Vermelho; Trono de Sangue, de William Shakespeare; e Vereda da Salvação, de Jorge Andrade; e com Ulisses Cruz nas peças Velhos Marinheiros, de Jorge Amado; Corpo de Baile, de Guimarães Rosa; e Péricles, Príncipe de Tiro, Rei Lear e Hamlet, todas de William Shakespeare.
Atuou nas montagens Toda Nudez Será Castigada, de Nelson Rodrigues, direção Cibele Forjaz; O Fingidor, ficção sobre os últimos dias de vida do Fernando Pessoa, com texto e direção Samir Yazbek; Hamlet, de William Shakespeare, direção Francisco Medeiros; e Amor, Coragem e Compaixão, de Terence Mac Nelly, com direção Emílio Di Biasi.
É um dos fundadores da Cia Teatral Arnesto Nos Convidou, juntamente com Maucir Campanholi e Samir Yazbek. No cinema atuou nos filmes Expresso para Anhaangaba (Tony de Souza), Tapete Vermelho (Carlos Alberto Pereira), Boleiros Dois (Ugo Georgette), Garibaldi In América (Alberto Rondali) e Doce de Coco (Penna Filho). Protagonizou o longa-metragem Expresso para Aanhangaba, com roteiro e direção de Tony de Souza. É professor de interpretação da PUC – TUCA/SP, do Teatro do Centro da Terra e do Indac.

## Filmografia

### No Cinema
| Ano  | Título                             | Personagem | Nota           |
| ---- | ---------------------------------- | ---------- | -------------- |
| 2022 | A Mãe                              | Santana    |                |
| 2022 | Água dos Porcos                    | Sicario    |                |
| 2013 | Anita e Garibaldi                  | Canabarro  |                |
| 2012 | Cara ou Coroa                      | —          |                |
| 2008 | Doce de Coco                       | Santinho   | Curta-metragem |
| 2006 | Boleiros 2 - Vencedores e Vencidos | Todé       |                |
| 2003 | Da Praia ao Mar                    | Francisco  | Curta-metragem |
| 2002 | Expresso para Aanhangaba           | —          |                |
| 1992 | PR Kadeia                          | Rastreador | Curta-metragem |

### Na televisão
| Ano  | Título                        | Personagem            | Nota                                                 |
| ---- | ----------------------------- | --------------------- | ---------------------------------------------------- |
| 2021 | Última Coisa que Diria a Você | Moacir                |                                                      |
| 2017 | A Vida Secreta dos Casais     | Wanderley Costa Neto  | Episódio: "O Poder não corrompe, o Poder revela"     |
| 2014 | Psi                           | Imam                  | 2 episódios                                          |
| 2009 | Unidos do Livramento          | Borges                | Episódio: "Ala Segunda: Dos Braços de Dona Severina" |
| 2006 | Cristal                       | César                 |                                                      |
| 2003 | Canavial de Paixões           | Carlos de Almeida     |                                                      |
| 2001 | Amor e Ódio                   | Artur                 |                                                      |
| 2000 | Miguelito                     | Seu Picoco/Seu Otávio |                                                      |
| 1998 | Serras Azuis                  | Macedo                |                                                      |
| 1996 | O Rei do Gado                 | Dr. Walfrido          |                                                      |
| 1982 | Música ao Longe               | —                     |                                                      |
| 1981 | Os Imigrantes                 | Ataliba               |                                                      |